# La niña de la mina
La Niña de la Mina es una película mexicana de terror del año 2016, dirigida por Jorge Eduardo Ramírez. Está protagonizada por Gerardo Taracena, Regina Blandón, José Ángel Bichir y Fernanda Sasse.

## Sinopsis
Después de que una chica desaparece dentro de una mina en Guanajuato, Mateo Medina, un joven experto en ingeniería de minas y su compañera Sara son contratados para hacer un diagnóstico de seguridad en las minas de una gran empresa. Al llegar al lugar descubrirán una oscura leyenda que es la responsable de los brutales crímenes cometidos dentro de sus túneles.

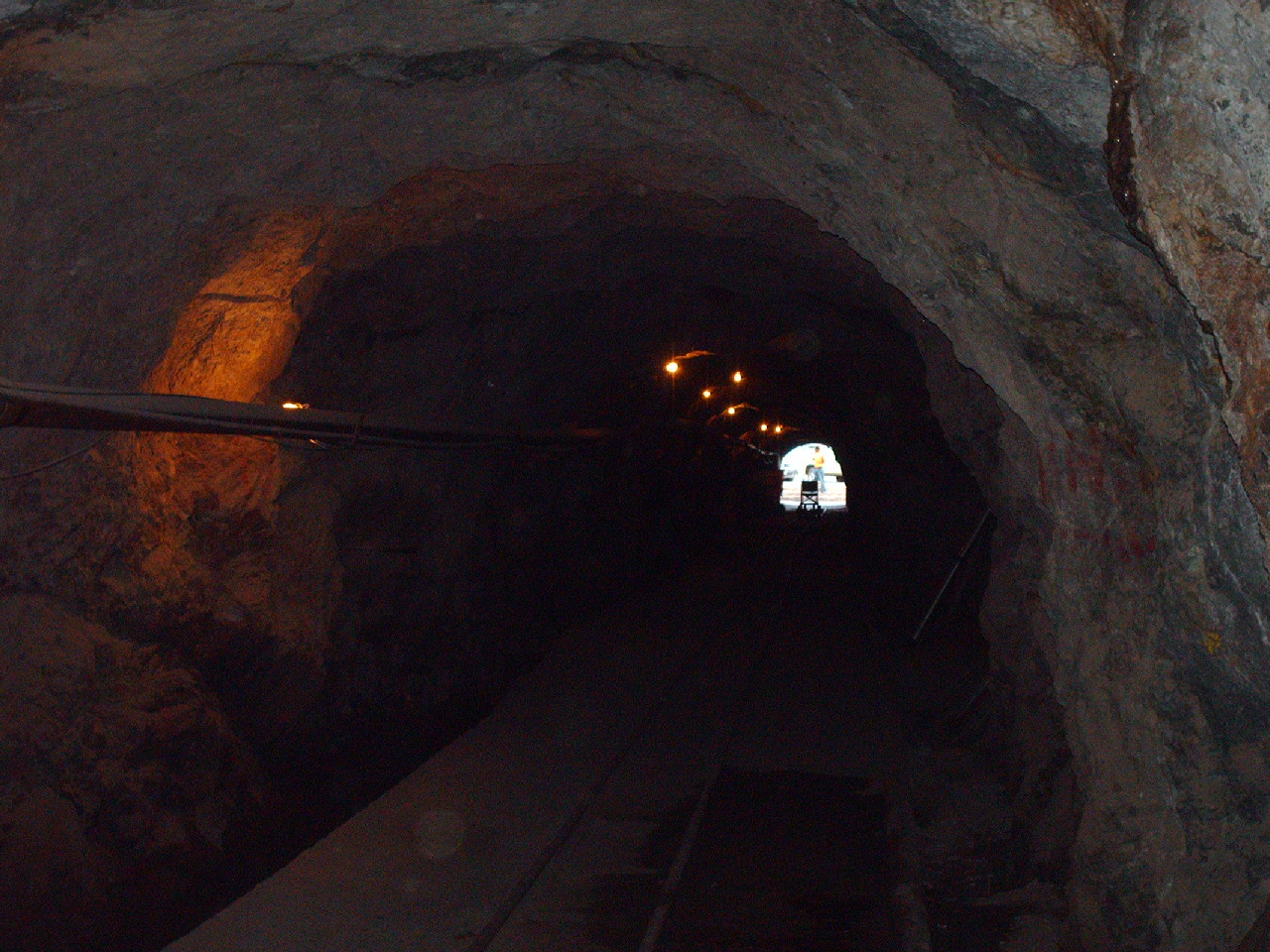
Gran parte de la cinta se desarrolla en las minas de Guanajuato, México.

## Producción
La película fue filmada en las Minas «El Nopal», «Peñafiel» y «San Vicente»; en el hotel «Villa Marín Cristina» y en el centro histórico de Guanajuato, México.
En León se filmó en la plaza San Juan, en una vinatería, en una casa en la colonia Madero y en la morgue de la Escuela de Medicina. En la Ciudad de México se filmó en una universidad. El rodaje de la cinta duró 6 semanas, y después se trabajó en la posproducción.

## Reparto
- José Ángel Bichir como Mateo Medina
- Gerardo Taracena como Carlos
- Regina Blandón como Sara
- Eugenio Bartilotti como Jaime
- Ruy Senderos como Ricky
- Fernanda Sasse como La niña de la mina
- Victor Huggo Martin como Hamilton
- Paola Galina como Karen
- Álvaro Sagone como Forense
- Bárbara Islas como Pamela
- Sophie Gómez como Susana
- Daniel Martínez como Kaplan
- Andrea Verdeja como Ana
- Alejandro Islas como Juanito